# Igreja de São Francisco de Paula (Catona)
A Igreja de São Francisco de Paula (Chiesa di San Francesco di Paola em língua italiana) é uma igreja católica situada no território da comuna de Reggio di Calabria, na província de Catona.

## História
A história dessa igreja está associada ao Convento dos Mínimos. A construção começou no bairro de Catona em 1629. O edifício foi em parte destruído pelo terremoto de 1783 e reconstruído em 1790. Os Mínimos tiveram que deixar o Convento, com a supressão da Ordem feita por Napoleão em 1809 e tiveram que deixar a igreja.
Em 1849 foi aprovada pela Arquidiocese a constituição de uma Congregação em favor da igreja e o edifício foi reconstruído em 1875. Novamente destruído pelo terremoto de 1908, foi reconstruído em 1928 na estrutura em que pode ser vista hoje. 